# Maricopa Colony
Maricopa Colony es un lugar designado por el censo ubicado en el condado de Pinal en el estado estadounidense de Arizona. En el Censo de 2010 tenía una población de 709 habitantes y una densidad poblacional de 49,16 personas por km².

## Geografía
Maricopa Colony se encuentra ubicado en las coordenadas 33°21′47″N 112°13′38″O / 33.36306, -112.22722. Según la Oficina del Censo de los Estados Unidos, Maricopa Colony tiene una superficie total de 14.42 km², de la cual 14.42 km² corresponden a tierra firme y (0%) 0 km² es agua.

## Demografía
Según el censo de 2010, había 709 personas residiendo en Maricopa Colony. La densidad de población era de 49,16 hab./km². De los 709 habitantes, Maricopa Colony estaba compuesto por el 1.27% blancos, el 0.28% eran afroamericanos, el 92.24% eran amerindios, el 0.14% eran asiáticos, el 0% eran isleños del Pacífico, el 3.1% eran de otras razas y el 2.96% pertenecían a dos o más razas. Del total de la población el 14.25% eran hispanos o latinos de cualquier raza.